# ビモータ

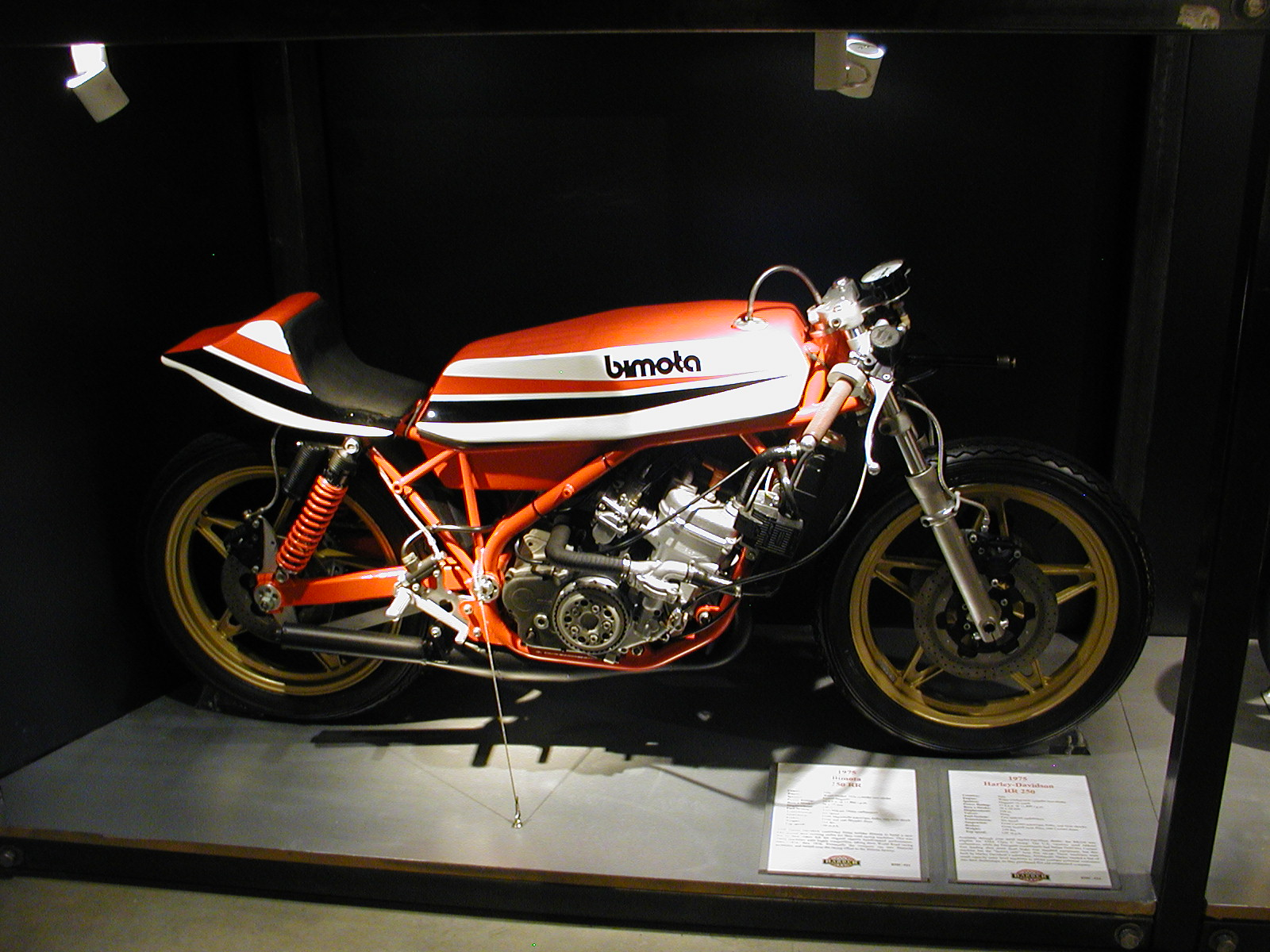
ロードレース世界選手権250ccクラスマシンの250RR(1975年)

ビモータ（Bimota S.P.A.）はイタリアのオートバイメーカー。
他社製のシャシーやエンジンをベースに改造を施したバイクやパーツの販売を主要業務とし、ロードレース世界選手権でも結果を残してきた一方、会社は複数の興亡を経験した。2019年以降は事実上の川崎重工業傘下となり、車両の開発や販売、プロモーションにも同社が深く関わる。

## 歴史

### タンブリーニ時代 - 空調設備からオートバイ製造へ

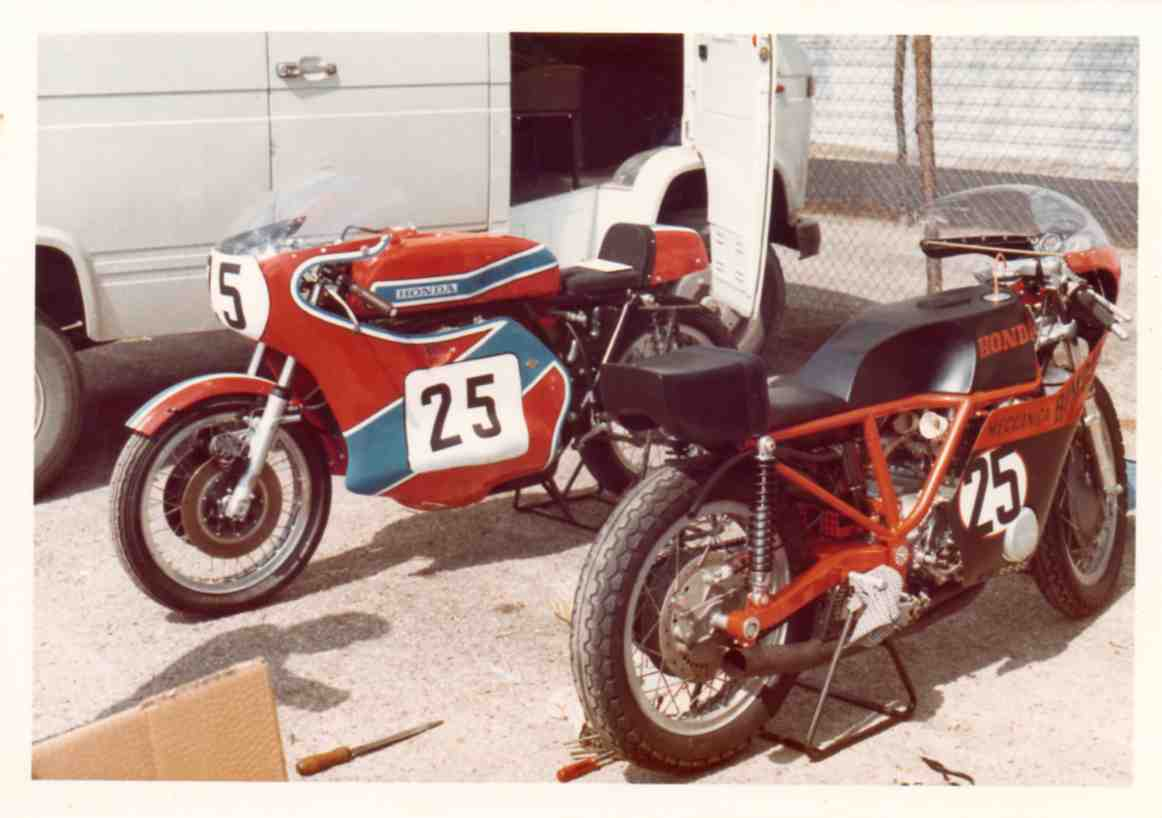
Bimota HB1

ヴァレリオ・ビアンキ（Valerio Bianchi）、ジュゼッペ・モーリ（Giuseppe Morri）、マッシモ・タンブリーニ（Massimo Tamburini）の3人によって、当初は空調設備の会社として1966年にリミニにて設立された。会社名の由来は、3人の姓の綴りから最初の2文字ずつを組み合わせたもの（BI-MO-TA）であった。創立者の一人であり根っからのオートバイマニアであったタンブリーニの趣味がきっかけで、会社の事業としてもオートバイに関わるようになった。
タンブリーニは空調設備の仕事でも馴染んでいたパイプ加工の技術を活かし、1972年に趣味のオートバイレースで大破した自らのホンダ・ドリームCB750FOURをフレームから作り直した。これが後のHB1の原型であり、ビモータの第1号車でもあった。この車両が評判になり、1973年にビモータ・メカニカとしてフレーム・ビルダーの業務を本業とは別に開始した。なお、この頃には創業者の1人であったビアンキは既に会社を去っていた。

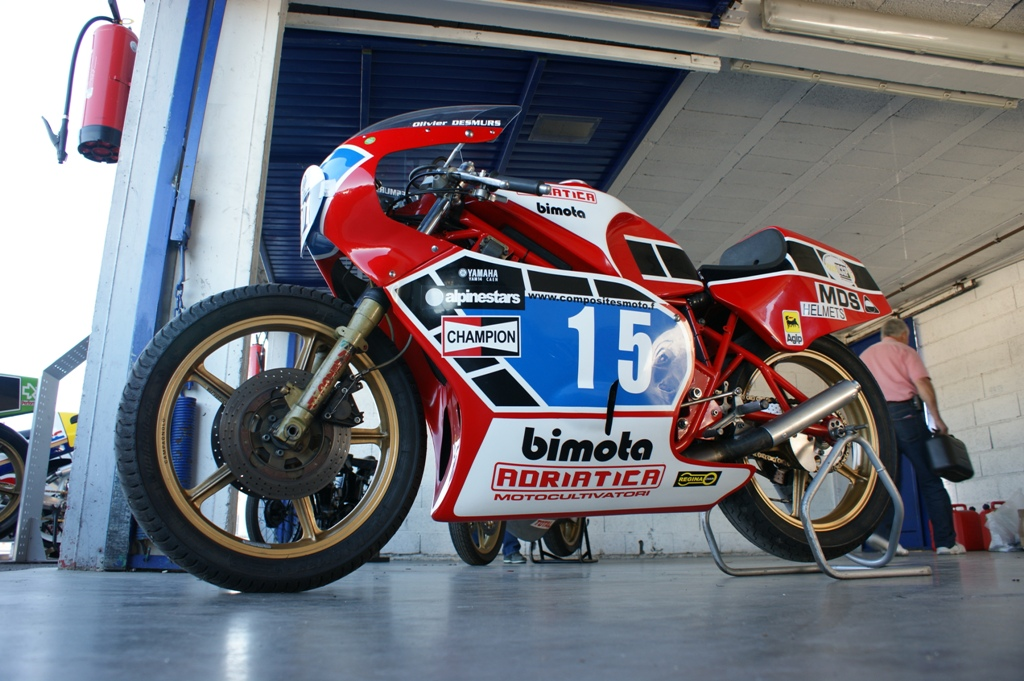
Bimota YB3

最初期の業務は主に日本車向けのスペシャルパーツの製造販売やレース用フレームの製作供給であり、パトンやモルビデリ、ハーレーダビッドソン（アエルマッキ）などのレースチームがビモータ製フレームを使った。ビモータのフレームを採用したレースチームが活躍し、1980年にはヤマハ市販レーサーTZ350のエンジンを搭載したYB3が世界GPの350ccクラスで優勝したことでその名を広め、本格的に市販車を発売する頃には空調設備の業務をやめて完全にオートバイ製造会社へ転向した。
この時代のビモータのフレームは、鋼管製が主で、ドライブスプロケット軸とスイングアームピボットを同一線上に配置する「コアキシャル・スイングアーム」（同軸ピボット・スイングアーム）や、ヘッドパイプを車体後ろ側からだけでなく前後左右から支持するといった、独自の発想による特徴的な構造を採用していることが多い。

### マルティーニ時代 - 黄金期
1983年にタンブリーニが会社を去ると、ドゥカティから移籍してきたフェデリコ・マルティーニ（Federico Martini）がチーフエンジニアとなった。同年のミラノショーではハブセンター・ステアリングなどを採用した革新的な試作車テージを出品するが、これが市販間近との誤解を生んで既存車種の買い控えが起こり、結果として1984年にビモータはイタリア政府の管理下に置かれるほどの経営危機を迎えた。だが1985年にドゥカティからのエンジン供給を受け開発されたDB1を発売すると高い評価を受け、経営危機を脱するのに充分な収益を上げることになった。
1986年末にヤマハとのエンジン供給契約がまとまると、1987年には従来のビモータにはなかったアルミニウム合金製ツインスパーフレームにFZ750のエンジンを搭載したYB4RでTT-F1世界選手権に初参戦し、バージニオ・フェラーリが3勝してタイトルを獲得。1988年から始まったスーパーバイク世界選手権にも参戦した。さらに、この車両を基にした公道用市販車YB4E.I.を1988年に発売。折からのレーサーレプリカブームやプラザ合意以後の円高政策も追い風となり、YB4やDB1の日本での販売台数が他国に比べて伸びる結果となった。

### マルコーニ時代 - 倒産

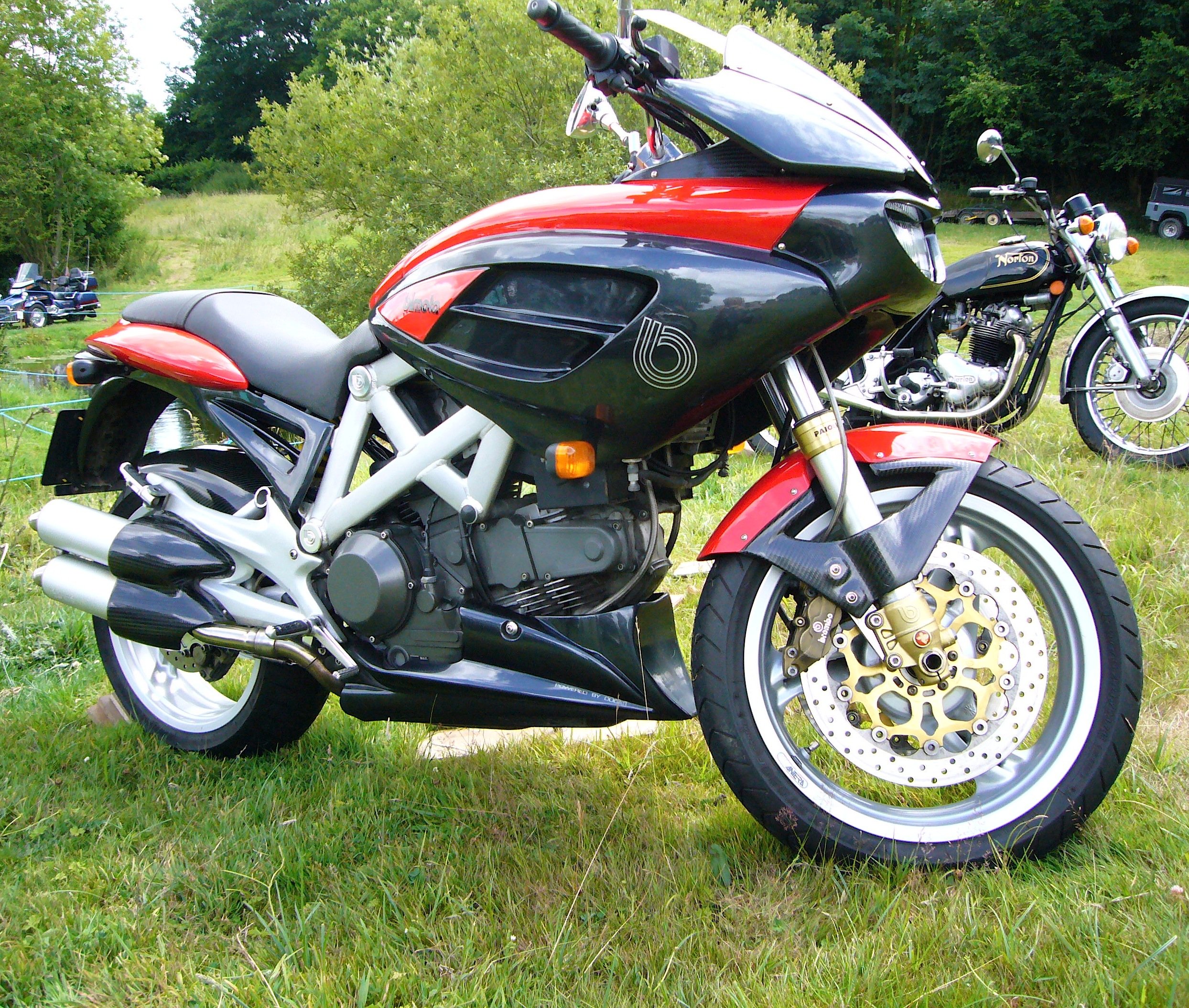
マントラ

1989年にマルティーニはジレラに移籍し、ピエルルイジ・マルコーニ（Pierluigi Marconi）がチーフエンジニアとなった。1990年には、マルコーニが学生時代から関わっていたテージの公道用市販車版であるテージ1Dをコローニェショーで発表して技術的に注目され、マルティーニ時代からのDBシリーズやYBシリーズを着実に育てあげるなど、精力的に活動した。しかし一方で、1993年には創業者で最後まで残っていたモーリが去り、テージ1Dが商業的な成功を収めないまま1994年に生産終了すると、その頃を転機に、ビモータの経営方針に変化が訪れた。

モーリが去った後の新経営陣は、高品質ながら少数生産というそれまでの方針を改め、商業的成功を目標に生産数増加を目指し、それまでのビモータとは違った路線の車種も充実させるようになった。従来通りの路線では、ヤマハとのエンジン供給契約が切れた後に、スズキとの協力関係のもとでSB6を発売し、単一車種としてはビモータ最多の販売台数を記録し、工場を拡張するほど販売が好調であった。新たな路線としては、当時人気が出始めた大型ネイキッドとしてDB3マントラを発売し、以前は参入を否定していたシングルスポーツのジャンルにもBB1スーパーモノを投入した。だがSB6とは違い、DB3とBB1は商業的には成功せずに終わった。

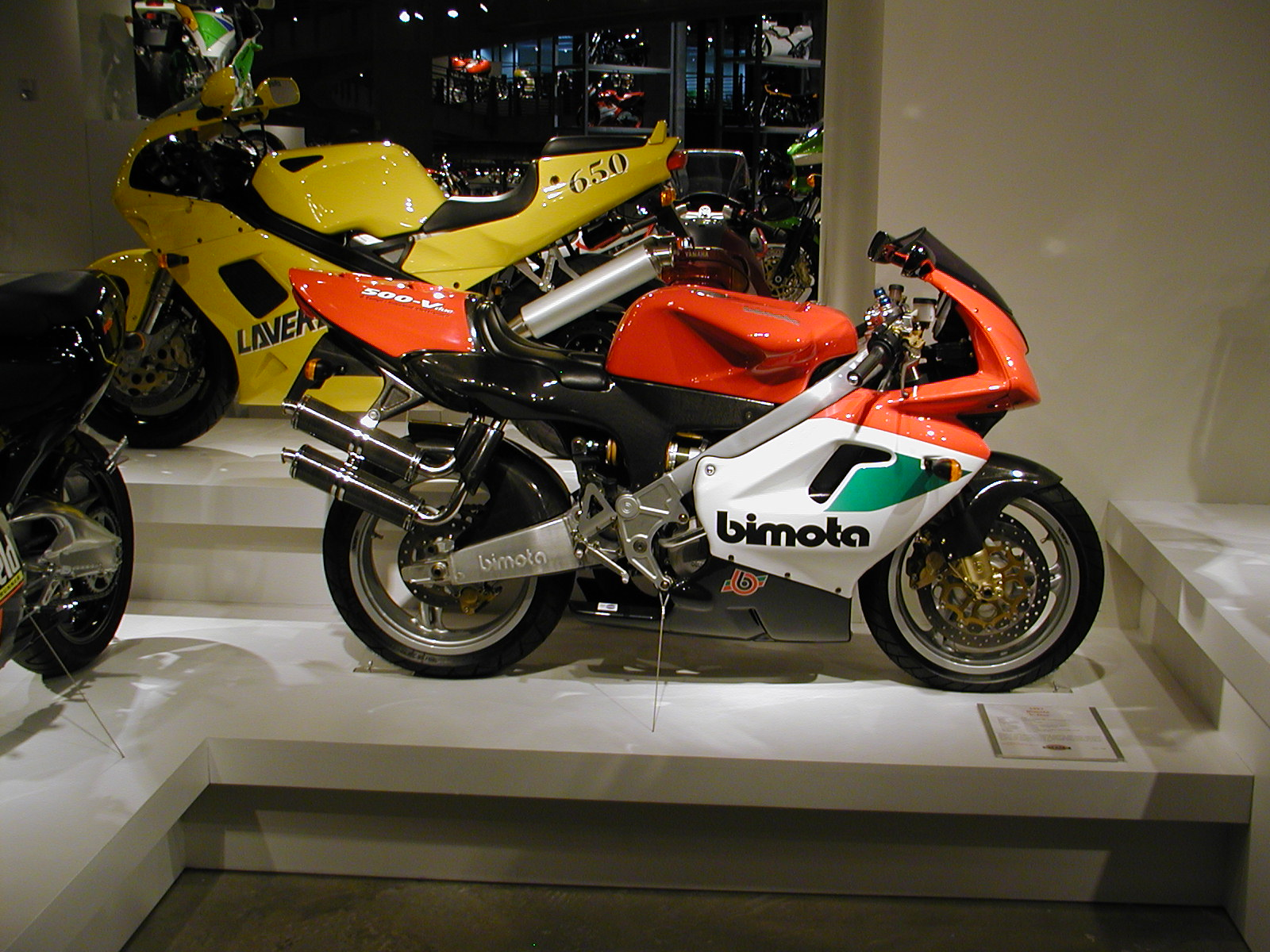
500Vデュエ

また、テージ1Dなき後の技術と独自性を象徴するものとして、ビモータは1996年コローニェショーにて500Vデュエを発表し、翌1997年に発売した。ビモータ初の自社開発エンジンとなる500cc2ストロークV型2気筒を搭載して「全ビモータ製」を謳った500Vデュエは予約が殺到するほどの前評判だった。しかし、実際に発売されるとシリンダー内直噴インジェクションの技術的問題が表面化して商業的な失敗を招き、ビモータは大きな負債を抱えた。この失敗で1998年には工場はほとんど稼動しない状態に陥り、この時期にマルコーニを含めた多くのスタッフがビモータを去った。
1999年に、ラベルダを復活させた実績を持つフランチェスコ・トニョン（Francesco Tognon）のもとで生産を再開し、マルコーニが残したSB8Rの販売で復活を目指した。2000年には、リーバイスがスポンサーとなって、SB8Rのホモロゲーション車種であるSB8Kでスーパーバイク世界選手権（SBK）に参戦し、アンソニー・ゴバートのライディングにより出場2戦目で早くも優勝しその技術力の高さを見せつけたが、リーバイスがシーズン途中で撤退してしまいチームは空中分解した。市販車のSB8Rも商業的な成功には繋がらず、会社は倒産に至った。

### ロビアーノ時代 - 復活

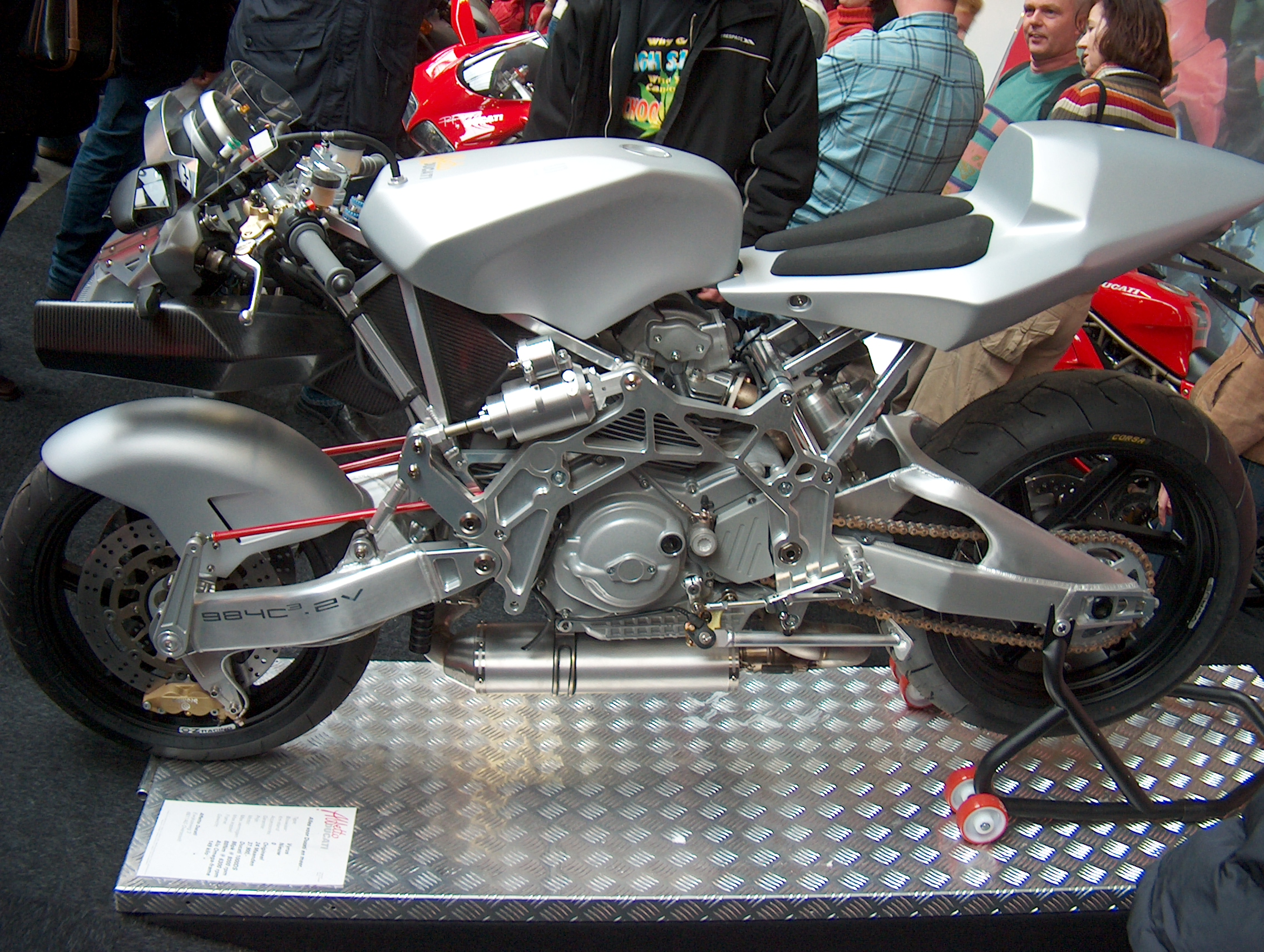
Vyrus 984 C3 2V

2003年に、イタリアの資産家ロベルト・コミーニ（Roberto Comini）が以前の本社や工場を丸ごと買い取り、企業活動を再開した。マルコーニの下で働き、Vデュエのデザインなども担当したセルジオ・ロビアーノ（Sergio Robbiano）がチーフデザイナーとなった。2004年には既存のSB8の部品を基に新たなSB8Kの派生版を生産開始し、2005年にはロビアーノのデザインによるDB5と、ビモータ初のOEM車となるテージ2Dを発売した。DB5にはクロモリ鋼管製トラス構造に、アルミニウム合金を削り出したピボットプレートなどと組み合わせた複合型フレームを採用した。従来のビモータの印象を受け継ぎながら新たな意匠をつくりだしている。また、マルコーニ時代後半のように大量生産を目指さず、少数生産で高品質に力を入れるという初期のビモータに通じたものづくりも、新生ビモータの特徴となっている。
2006年にはDB5をネイキッド化したDB6デリリオと、OEMでなく自社開発となるテージ3Dを発表した。2008年にはテージ1D以来のドゥカティ製水冷エンジンを搭載したDB7を発売した。

### 川崎重工業の傘下入り
2013年以降のビモータはスイス連邦のロカルノに本拠を置いていた。2014年にはBMW・S1000RRのエンジンを搭載したBB3でSBKに復帰、同年限りで導入されていたEvoクラスに参戦、クラスタイトルを競う好成績を収めていたが、ホモロゲーション取得に必要な生産数（申請時に125台）を満たせていなかった。FIMはビモータに対し生産の猶予を与えていたが、資金難により生産台数は最終的に26台に留まったため、最終的に全戦失格となった。
2019年時点では会社は経営不振で休眠状態に陥っていた。こうした中、2019年4月に川崎重工業モーターサイクル&エンジンカンパニー（現・カワサキモータース）の欧州法人(カワサキモータース ヨーロッパ)が、ビモータのバイクを生産・販売する目的でイタリアにIMI(Italian Motorcycle Investment)を設立。同年11月には、IMIがビモータから追加出資を受け入れ、将来的にこれをビモータ社とすることが発表された。カワサキ側は、ビモータ向けに専用開発したエンジンを供給し、バイク本体の開発から生産、販売までを引き受けるとしている。これに伴い、2022年よりカワサキモータースジャパンが日本総輸入元となり、カワサキ正規ディーラー「カワサキプラザ店」の一部店舗にて取り扱いを開始した。
2024年4月、カワサキのHP上で2025年にビモータがカワサキと共同で『Bimota by Kawasaki Racing TeamSBK』としてSBKに復帰すると発表された。参戦車両はビモータ製のシャシーにカワサキ・ZX-10RRのエンジン（及び関連技術）を搭載した共同開発車両、チーム活動はこれまでカワサキのSBKワークスチームを担ってきたプロヴェックレーシングが担当するというものであった。なお、この発表を受けて多くのレース情報サイトが2024年限りでカワサキがSBKから撤退すると報じたが、後日カワサキはこれまでプライベーターとして活動してきたプセッティレーシングにZX-10RRのワークス車両を供給して参戦を継続することを発表しているので、カワサキがSBKから撤退するわけではない。

## 製品の特徴
主に、大手メーカーのエンジンを自社製のフレームに搭載するという方法で製作したオートバイを発売する。更にはそれらの車両を使用してレースにも参加していたこともある。特に創業当時は大型オートバイの製作技術が発展途上で多気筒エンジンの高出力を持て余す市販車も珍しくなかった時代であり、そのポテンシャルを最大限に発揮させることができる優秀なフレームの評価は高かった。
初期のビモータのオートバイは、大手メーカーから完成車を購入しエンジンだけを取り外して使用していたので高価だった。これは当時のビモータの生産ラインがほとんど手作業に近い水準であり、年間生産台数も2桁や3桁前半程度に過ぎなかったため、エンジン単体で供給してくれるオートバイメーカーがなかったからである。また強度があり軽量ではあるが製作に手間がかかるフレーム形式や、FRP製カウルなどの高級な部品を採用していたのも高価になる理由だった。しかし当時そのような仕様のオートバイを市販するメーカーは少なく、ビモータの製品を支持する購買層は存在した。
その後1983年頃から大手メーカーからエンジン単体の供給を受けられるようになったが、凝った車体のつくりもあってビモータの製作販売するオートバイは他に比べて高価であり続けている。車両そのものの高評価も手伝って生産数も増えたが、後年最大のヒットとされるSB6でさえ派生のSB6Rを含めても2000台に届かないなど依然少量生産である。
ビモータの製作する車種の名前は、原則的に2文字のアルファベットとそれに続く数字からなる。最初のアルファベットがどのメーカーのエンジンを使ったかを表し、次にビモータを表すBの文字が続き、それに続く数字がそのメーカーのエンジンを使って作られた車種の何番目かを表す。以下は公道用として市販された車種について主に述べる。なお、車種名の後に記した括弧内の年数は、生産時期を表す。

### HBシリーズ

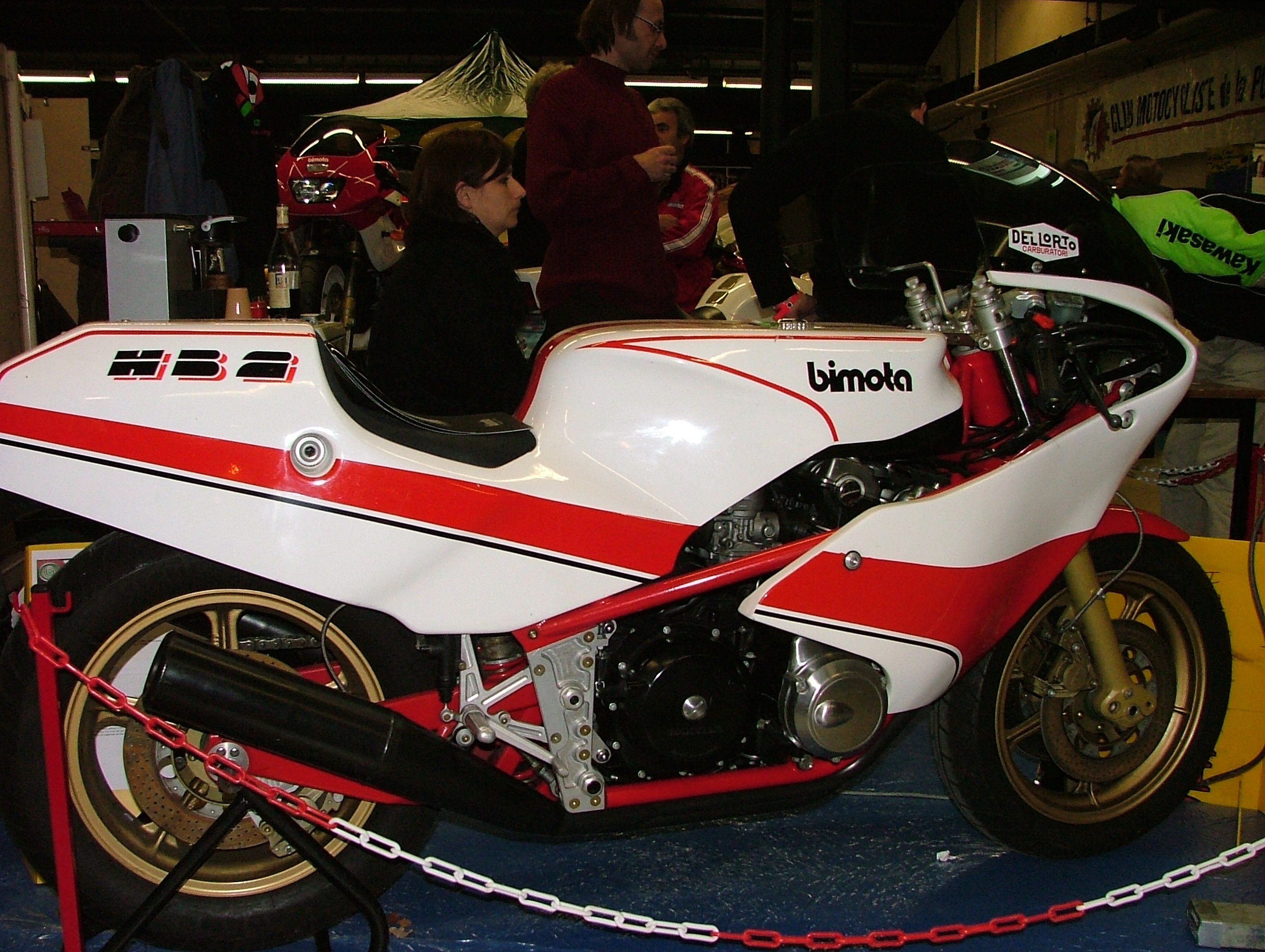
HB2

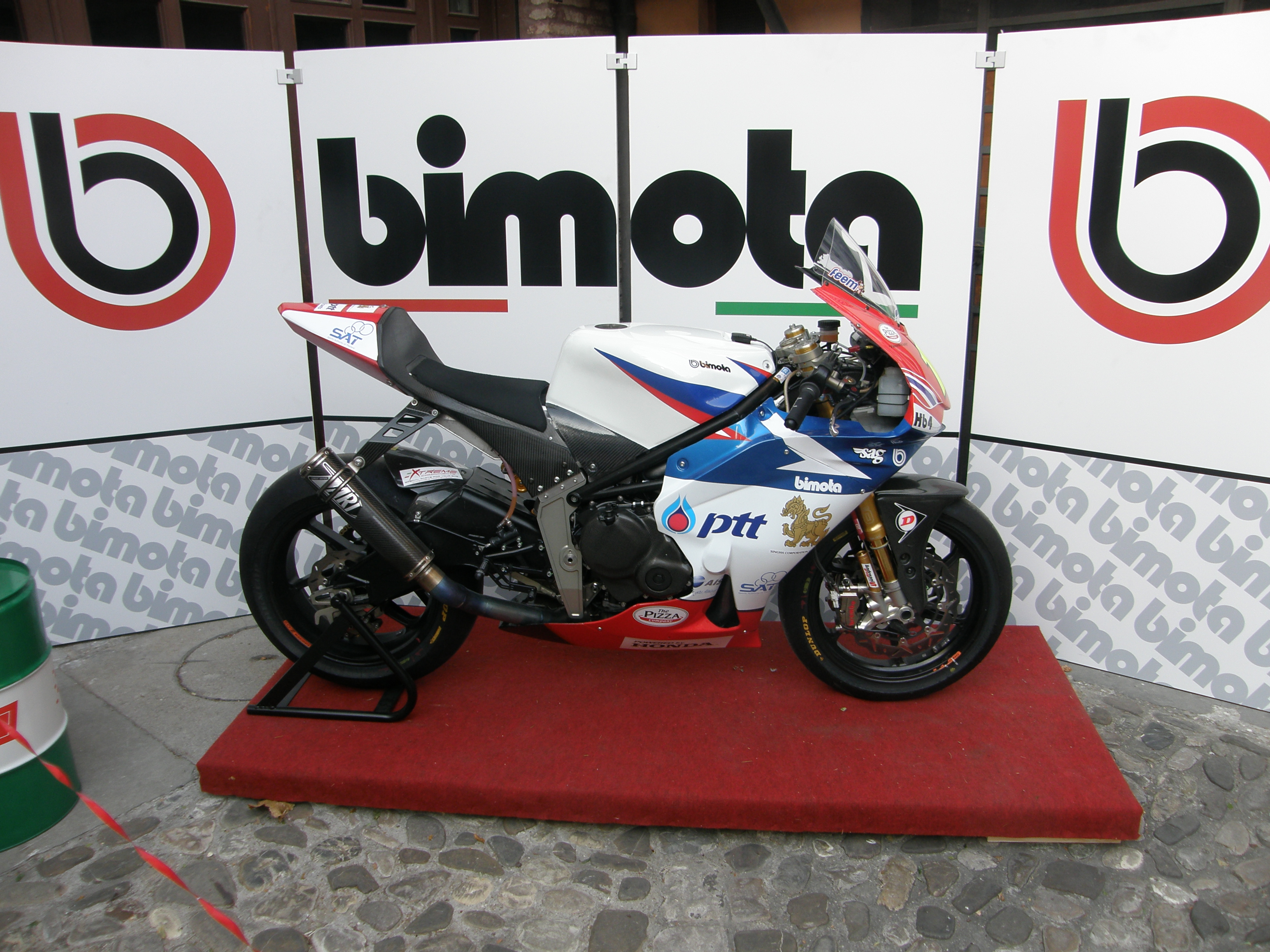
HB4

ホンダ製エンジンを搭載している。HB4を除いてフレームは鋼管製。
- HB1（1975年-1976年）

CB750K0のエンジンを搭載。フレームは、エンジンを強度メンバーの一部に使う鋼管ダブルオープンクレードル（ダイヤモンド）。パーツで購入し自分で組み立てるキットであったが初期には10台が完成車として販売された。キット販売が主体であったことを除いても、フレームに車台番号の打刻がないなど、厳密には公道用市販車ではなくレーサー前提の仕様であり、公道走行のための登録は難しい。
- HB2（1982年-1983年）

CB900Fのエンジンを搭載。フレームは、ヘッドパイプを前後左右から支持するKB2の構造を簡略化して継承しながら、スイングアームピボット部分はアルミニウム削り出し部品をボルト締結する方式で、SB2やKB2などで採用した同軸ピボットは採用しない。なおこのフレームは、HB3、SB4、SB5、YB5にも流用された。
- HB3（1983年-1985年）

HB2のフレームに、CB1100Fのエンジンを搭載。ハーフカウル仕様のHB3とフルカウル仕様のHB3Sがあった。
- HB4（2010年） - ロードレース世界選手権Moto2クラス用の競技専用車。同クラスで使用が義務付けられている600ccエンジン（CBR600RRのものがベース）を搭載[11]。HBシリーズとしては25年ぶりのニューモデルであり、公道用市販車モデルの発売も予想されている[12]。

### SBシリーズ

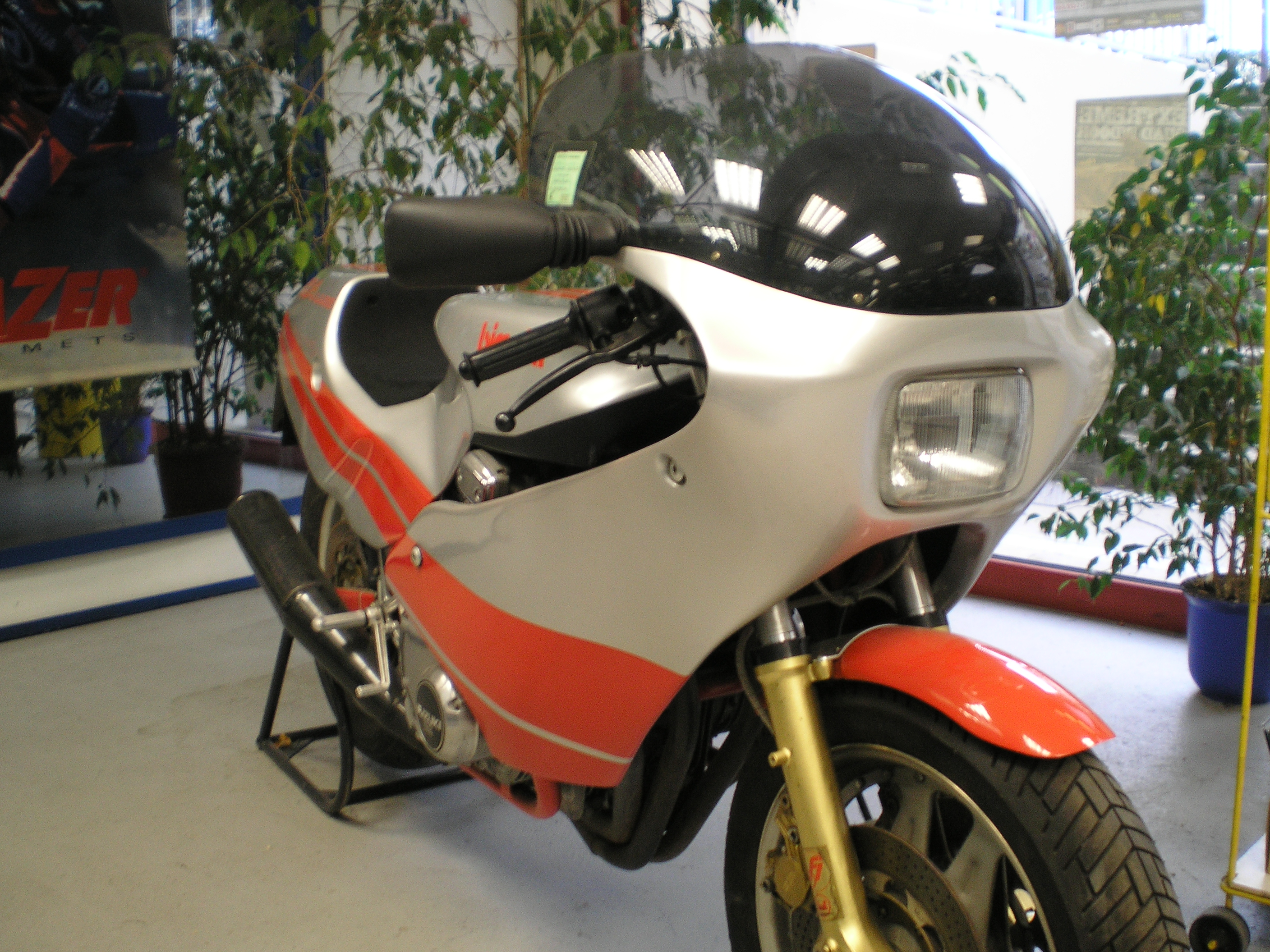
SB4

スズキ製エンジンを搭載している。フレームは当初鋼管製であったがSB6とSB7では以降はアルミニウム合金製ツインスパー、SB8ではアルミニウム合金製ツインスパーながら部分的にCFRPを使う複合型となった。
- SB1（1977年発表）

GP500用レーサーで、スズキ市販レーサーTR500マークⅡのエンジンを搭載。
- SB2（1977年-1980年）

GS750のエンジンを搭載。HB1に続くビモータ2作目であり、公道走行可能な完成車としてはビモータ初の車種でもある。ボルト締結による分割式メインフレームに、タンブリーニ時代の特徴の一つである「コアキシャル・スイングアーム」（同軸ピボット・スイングアーム）を採用した初の車種でもある。1977年から1979年まで生産された通常版のSB2の後に、エンジンやフレームに変更がないまま外装のみSB3のものを装着したSB2/80が、1979年から1980年まで生産された。
- SB3（1980年-1983年）

SB2のものを小改良したフレームに、GS1000のエンジンを搭載。
- SB4（1983年-1984年）

HB3の車体に、GSX1100のエンジンを搭載。ハーフカウル仕様のSB4の他に、フルカウル仕様のSB4Sがあった。
- SB5（1985年-1986年）

HB2系のフレームにGS1100EFのエンジンを搭載。2人乗り可能なビモータはKB1のドイツ仕様車に次いで2番目。
- SB6（1994年-1998年）

GSX-R1100（水冷）のエンジンを搭載。ヘッドパイプからスイングアームピボットまでを一直線に繋ぐ「ストレートラインコネクション」（SLC）あるいは「ダイレクトピボットフレーム」と呼ばれるアルミニウム合金製ツインスパーフレームが特徴となっている。1994年から1996年まで生産されたSB6の他に、ラムエア過給を採用して吸排気系を変更したSB6Rが1997年から1998年まで生産された。
- SB7（1994年-1995年）

SB6のフレームを小改良したものにGSX-R750のエンジンを搭載。
- SB8（1998年-2000年）

TL1000Rのエンジンを搭載。フレームは基本的にはアルミニウム合金製ツインスパーながら、スイングアームピボット部分にCFRPを使う複合型。1998年から2000年まで生産された基本車種のSB8Rの他に、カラーリングを黒基調に、ウインカー、ステップ、カーボンフロントチェーンカバーに変更したSB8Rスペシャルが同じく1998年から2000年まで生産、WSB参戦のためのホモロゲーション用車種であるSB8K（2000年-）、更に参戦車両のレプリカとしてSB8Kゴバート（Gobert、2004年-）とSB8Kサンタモニカ（Santa Monica、2004年-）がある。

### KBシリーズ

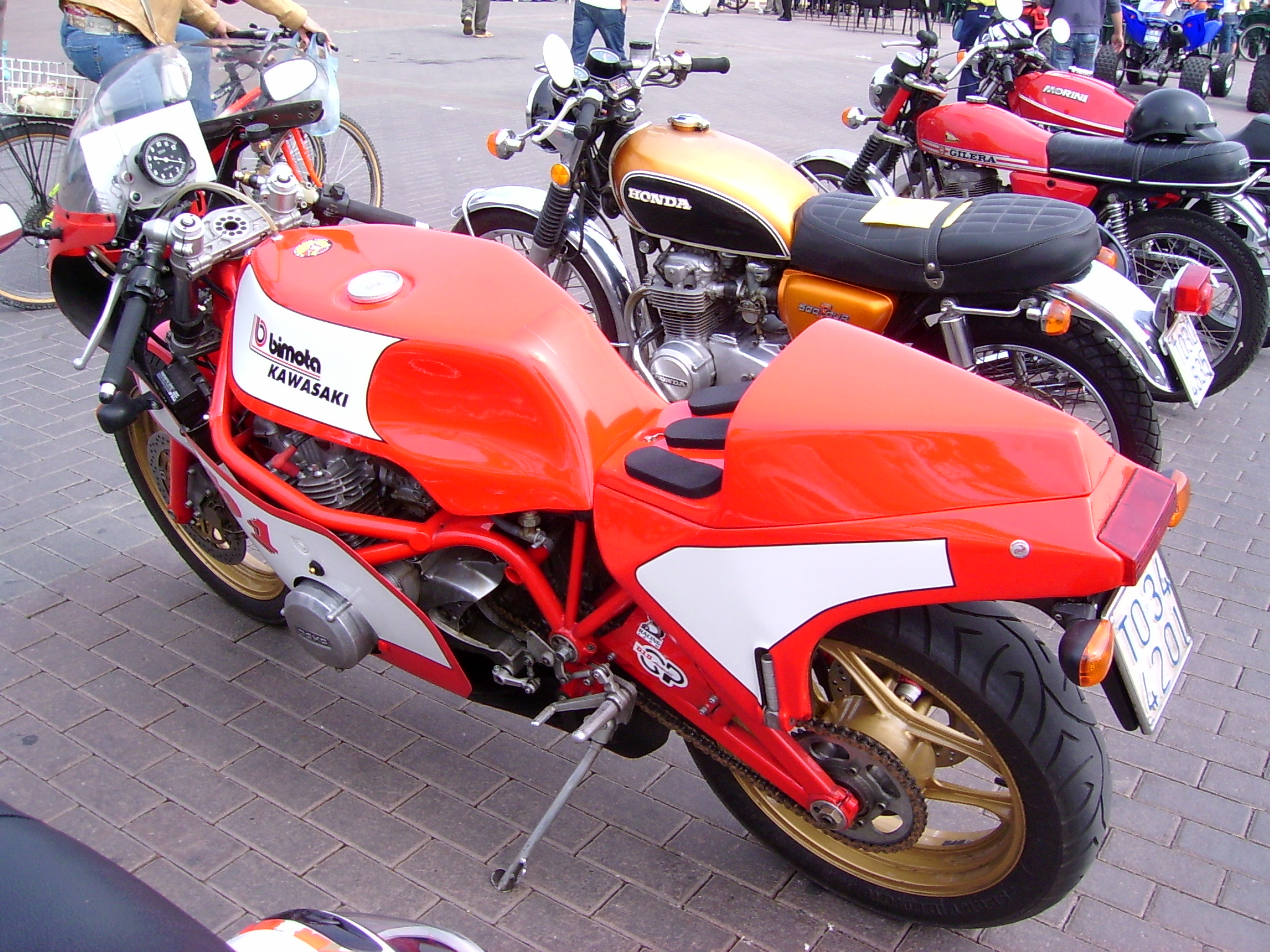
KB1

カワサキ製エンジンを搭載している。フレームは鋼管製トラス構造。
- KB1（1978年 - 1982年）

Z900またはZ1000のエンジンを搭載。タンブリーニ時代の車種としては生産時期が長く、生産年により前期、中期、後期の三つに大別される。また、フロントフォークやブレーキなどの足廻り部品をカワサキ純正品としたKB1と、マルゾッキ製フロントフォークやブレンボ製ブレーキ部品を採用したKB1Aという仕様違いもあり、更にレーサー仕様のフレームなどもあることからその種類はかなり多い。ドイツ仕様車は「2人乗りできる初めてのビモータ」であった。
- KB2（1981年 - 1984年）

Z500GPやZ400GP系列のエンジンを搭載。ビモータとしては、初めて中型排気量で製作した車種であり、初めてメーカーからエンジン単体で供給してもらって製作した車種でもある。基本となるKB2（500cc） の他に、550ccエンジンを搭載するKB2/Sや、600ccエンジンとケブラー製カウルを採用するKB2/TT、そして当時の輸入元である福田モーター商会が特注した日本仕様として、400ccエンジンを搭載するKB2Jがある。初期のビモータとしては珍しい中間排気量であるが、タンブリーニが非常に気に入っており、KB2の第1号車はタンブリーニスペシャルとして自身が所有しているという。
- KB3（1983年 - 1984年）

HB3の車体に、KZ1000Jのエンジンを搭載。
- KB4（2021年 - ）

カワサキ傘下に入って初のKBシリーズモデル。ニンジャ1000SXのエンジンを搭載し、車体は同じ開発者が手掛けたベネリ・トルネード900TREにも似た構造。日本でも2022年1月よりカワサキによる販売が行われている。
- KB998（2025年 - ）

前述したWSBKへの参戦用マシン。従来の命名ルールと異なり、排気量が車名に使用されている。ビモータ独自設計の鋼管トレリスとアルミハイブリッドのフレームにZX-10RRのエンジンを搭載している。2024年10月のヘレス・サーキットでの合同テストで初の走行がお披露目された。ウイングレットは別体部分が電子制御による可変式で、速度に応じて最適なダウンフォースを得られるように角度が変わる。

### DBシリーズ

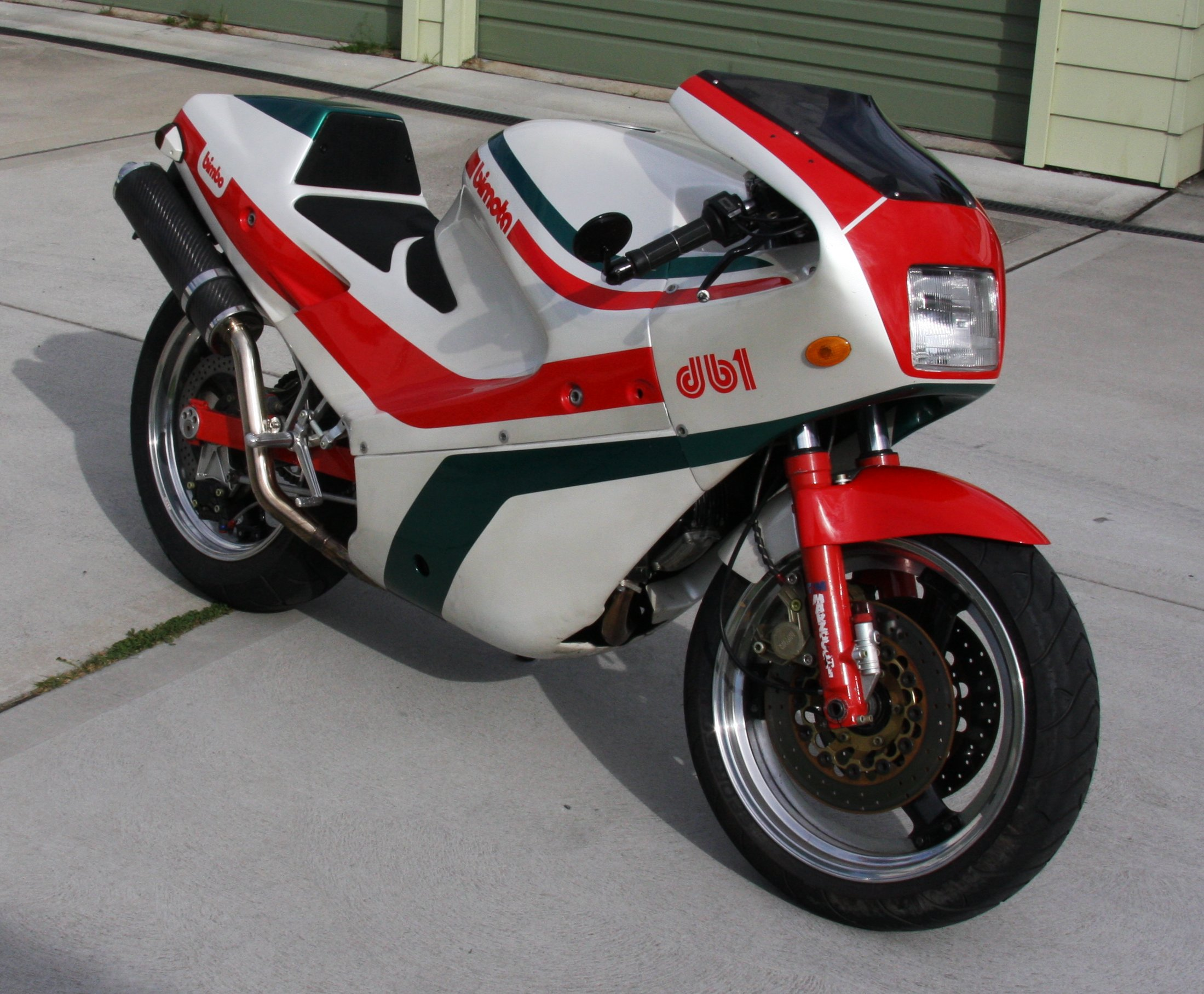
DB1

ドゥカティ製エンジンを搭載している。フレームは当初鋼管トラス構造であったが、DB3以降はアルミニウム合金製楕円断面パイプのトラス構造になり、DB5以降ではアルミニウム合金製部品との複合型ながら主要部は再び鋼管トラス構造となっている。
- DB1（1985年-1986年）

ドゥカティからエンジン単体を供給されてつくられた初めての車種。750F1のエンジンを搭載し、公道用市販車としては初の「純イタリア製ビモータ」となった。フルカバードスタイリングも高い評価を受けてベストセラーになった。750F1のエンジンをほぼそのまま搭載し69hpを発揮するDB1が1985年から1986年まで生産、カムやバルブの変更や高圧縮化、キャブレターの大径化などを施して88hpを発揮するDB1Sが1986年から1987年まで生産。更に、DB1最大の顧客であった日本市場からの要望を強く反映し、2-1式の集合マフラーや4ポットブレーキキャリパーなどを採用、DB1Sのエンジンを90hpまで出力向上させたDB1SRが1987年から1989年まで生産された。また日本専用仕様として、400F3のエンジンを搭載し55hpを発揮するDB1Jも1986年から1987年まで生産されている。
- DB2（1993年-1998年）

900SSのエンジンをキャブレター仕様のまま搭載。フレームは鋼管トラス構造。DB1と同様、1993年から1995年まで生産された通常版のDB2の他に、日本向けに400SSのエンジンを搭載したDB2J（1994年-1995年）や、インジェクション化された高性能版であるDB2SR（1994年-1996年）が発売された。なお、DB2SR発売後にDB2はいったん生産終了したが、キャブレター仕様の再発売を望む声があがり、1997年から1998年までの短期間ながらDB2EFとして復活している。
- DB3マントラ（DB3 Mantra、1995年-1998年）

900SSのエンジンを搭載し、フレームがアルミニウム合金製楕円断面パイプのトラス構造となる。外観はフランス人デザイナーのサシャ・ラキク（Sacha Lakic）が担当。
- DB4（1999年-2000年）

DB3と同じフレームとエンジンを使い、フルカウル仕様のスーパースポーツとした車種。カウルの装着以外ではマフラーがマントラの左右4本出しから右側2本出しへ変更されている。当初はキャブレター仕様だったが、翌年からインジェクション化され、ハーフカウル仕様やビポスト仕様も追加された。外観はセルジオ・ロビアーノが担当。
- DB5（2005年-）

デザイナーはセルジオ・ロビアーノ。ロビアーノ時代の1作目となる車種。エンジンは1000DSを搭載、フレームは、スイングアームピボットなど一部にアルミニウム合金製削り出し部品を使用しながらも、鋼管トラス構造が復活。
- DB6デリリオ（Derilio、2006年-）

DB5をカウル無しのネイキッド仕様としたもの。基本的構造はDB5を踏襲するが、カウルを取り去っただけの安易な派生版ではなく、ステップなどによる乗車姿勢の微調整も行ない、ブレーキディスクなどが専用仕様となったり、シートレールも2人乗りを考慮して鉄鋼製に変更されたりもしている。
- DB7（2007年-）

1098のエンジンを搭載。デザインはエンリコ・ボルゲザン（Enrico Borghesan）とアンドレア・アクアビーバ（Andrea Acquaviva）。ドゥカティ製水冷4バルブエンジンを採用するのはテージ1D以来、DBシリーズとしては初となる。
- DB8（2010年-2012年）

1198のエンジンを搭載。
- DB9ブリビード（Brivido、2011年-）

1198のエンジンを搭載。
- DB10ビモタード（Bimotard、2011年-）

1078のエンジンを搭載したスーパーモタード。
- DBx（2013年-）

1078のエンジンを搭載した大排気量のデュアルパーパス。
- DB11（2013年-）

1198のエンジンを搭載。

### YBシリーズ

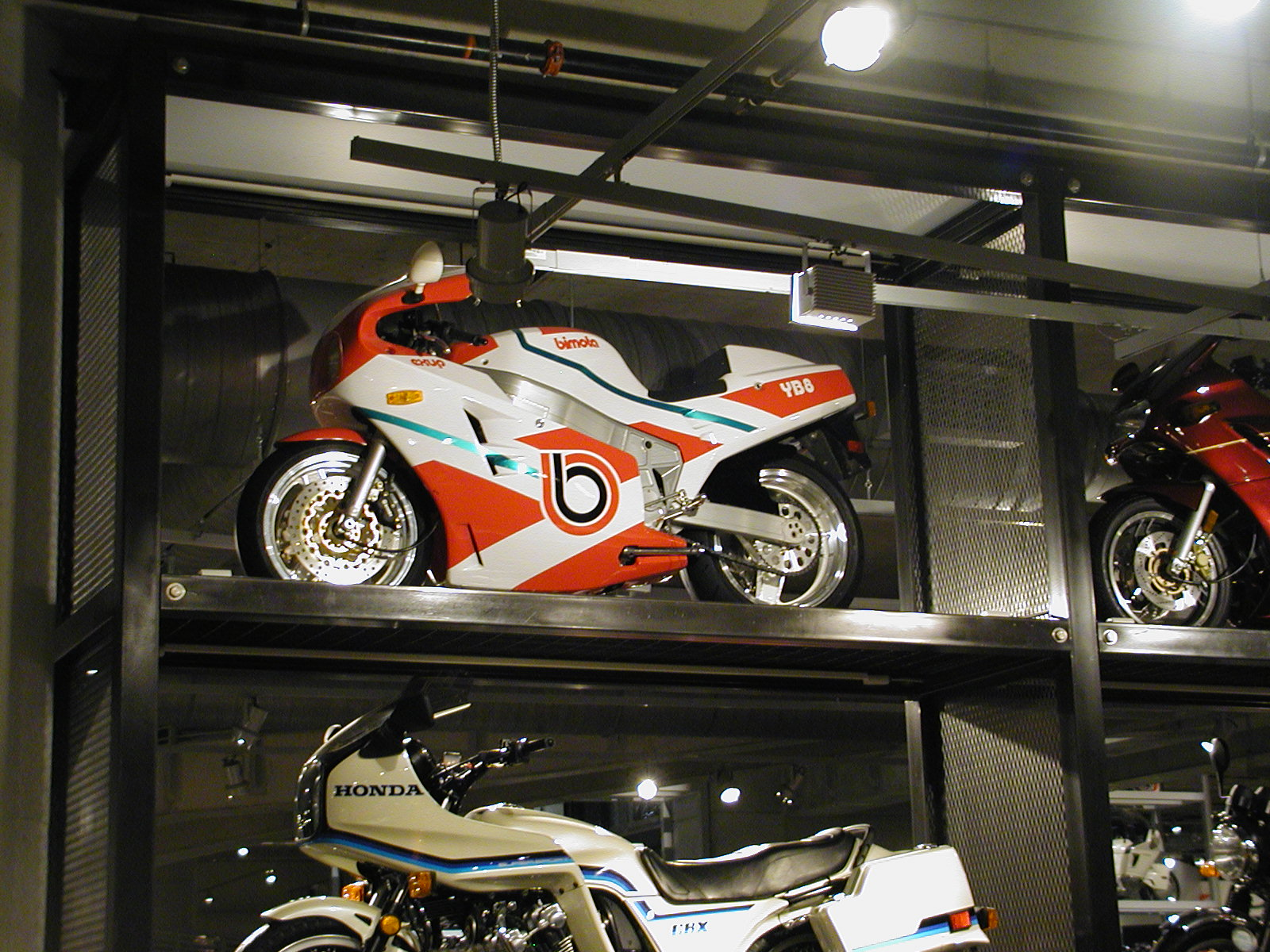
YB8

ヤマハ製エンジンを搭載している。公道市販版YBのフレームは、YB5を除くと、すべてアルミニウム合金製ツインスパーである。
- YB4E.I.（1988年-1989年）

ヤマハとのエンジン供給契約を適用して生産された初の公道用車種となる。FZ750のエンジンを搭載し、マニエッティ・マレリと共同開発のインジェクションシステムなどにより121馬力を発揮。通常版のYB4E.I.の他に、FRP製カウルを採用して軽量化したプロダクションレース仕様のYB4E.I.SPも少数ながら販売された。
- YB5（1987年-1988年）

HB2系のフレームにFJ1200のエンジンを搭載。
- YB6（1988年-1990年）

YB4の車体にFZR1000(2GH)のエンジンをキャブレター仕様のまま搭載している。1988年から1990年まで生産された通常版のYB6の他に、インジェクション化して出力を向上させたYB6トゥアタラ（Tuatara）が1989年から1990年まで、EXUP付きとなったFZR1000 (3GM) のエンジンを搭載したYB6 EXUPが1989年から1990年まで生産されている。
- YB7（1988年-1989年）

YB4系を基にスイングアームピボット部分など小変更を施したフレームに、FZR400のエンジンを搭載。ブレーキディスクが小径化されたりしているが、その他の基本的な構造や装備はYB4系とほぼ同じである。
- YB8（1990年-1993年）

YB4系のフレームにFZR1000（3GM）のエンジンを搭載。キャブレター仕様のYB8が1992年まで、フロントフォークや外装デザインが変更されたYB8Evoが1993年から1994年まで、インジェクション化して出力向上した高性能版YB8フラノ（Furano）が1992年から1993年まで生産された。
- YB9（1990年-1998年）

YB7系のフレームに、FZR600のエンジンを搭載。当初YB9ベラリア（Bellaria）が1990年から1993年まで生産された。その後スイングアームピボット部分を鋳造に変更したフレームを使いスイングアームも軽量化したYB9SRが1994年から1996年まで生産、インジェクションやマフラーが変更されカウルの分割方式も変えられたYB9SRIが1996年から1998年まで生産された。
- YB10（1991年-1993年）

イタリア語で10を表すディエチとも呼ばれた。YB8と同じFZR1000（3GM）のエンジンを搭載してフレームも同じだが、外装デザインと乗車姿勢が変更されている。1人乗り仕様の通常版YB10は1994まで生産、シートレールやシートカウルを新作して2人乗り仕様としたYB10ビポスト（Biposto）は1992年から1993年まで生産された。
- YB11（1996年-1998年）

YZF1000Rサンダーエースのエンジンを搭載。中間排気量版であるYB7とYB9を除くとほぼ同じフレームを使い続けたYB系であったが、YB11で初めてフラッグシップ版のフレームにも改良が加えられ、剛性バランスが調整されている。

### テージシリーズ

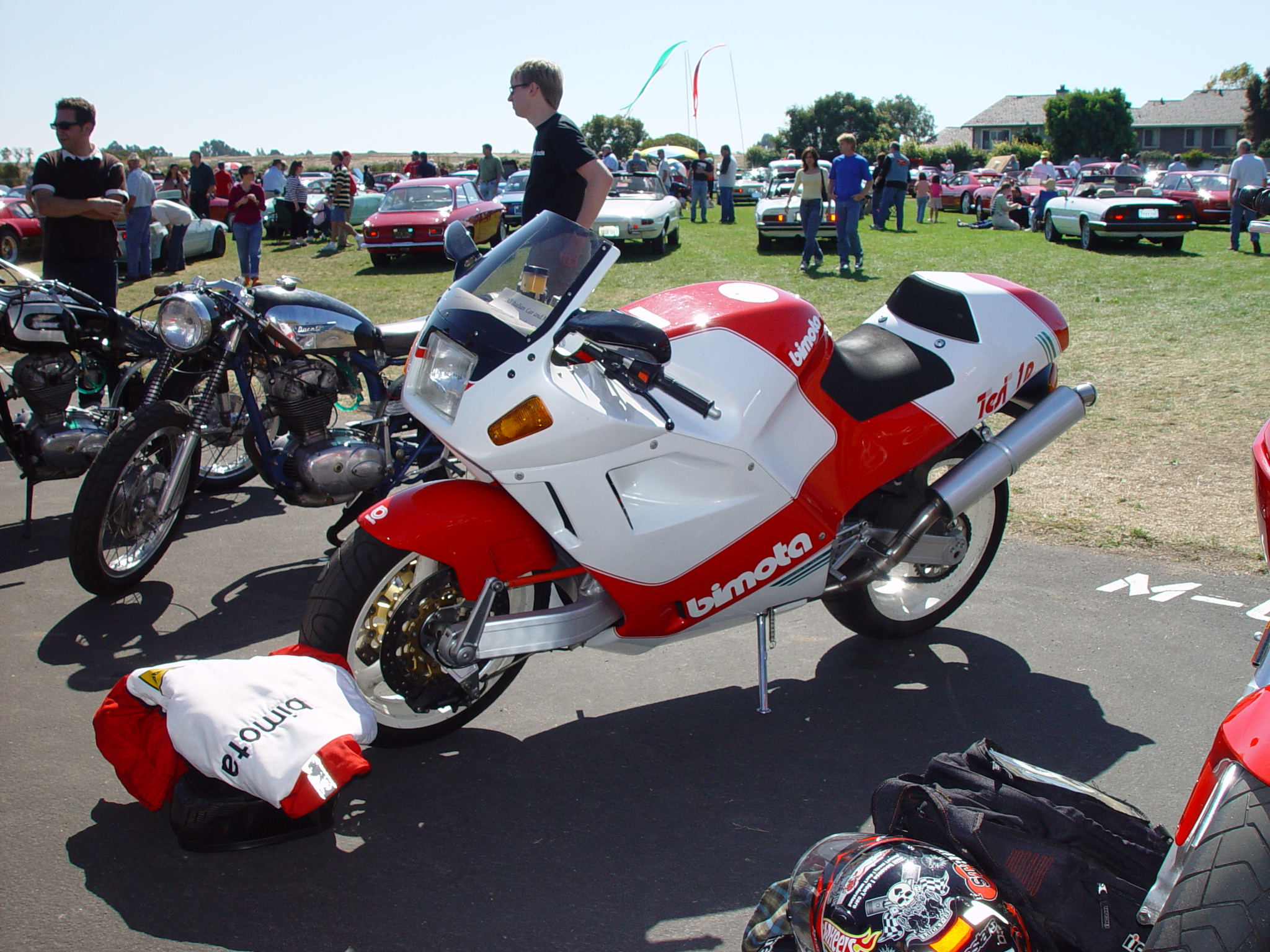
テージ1D

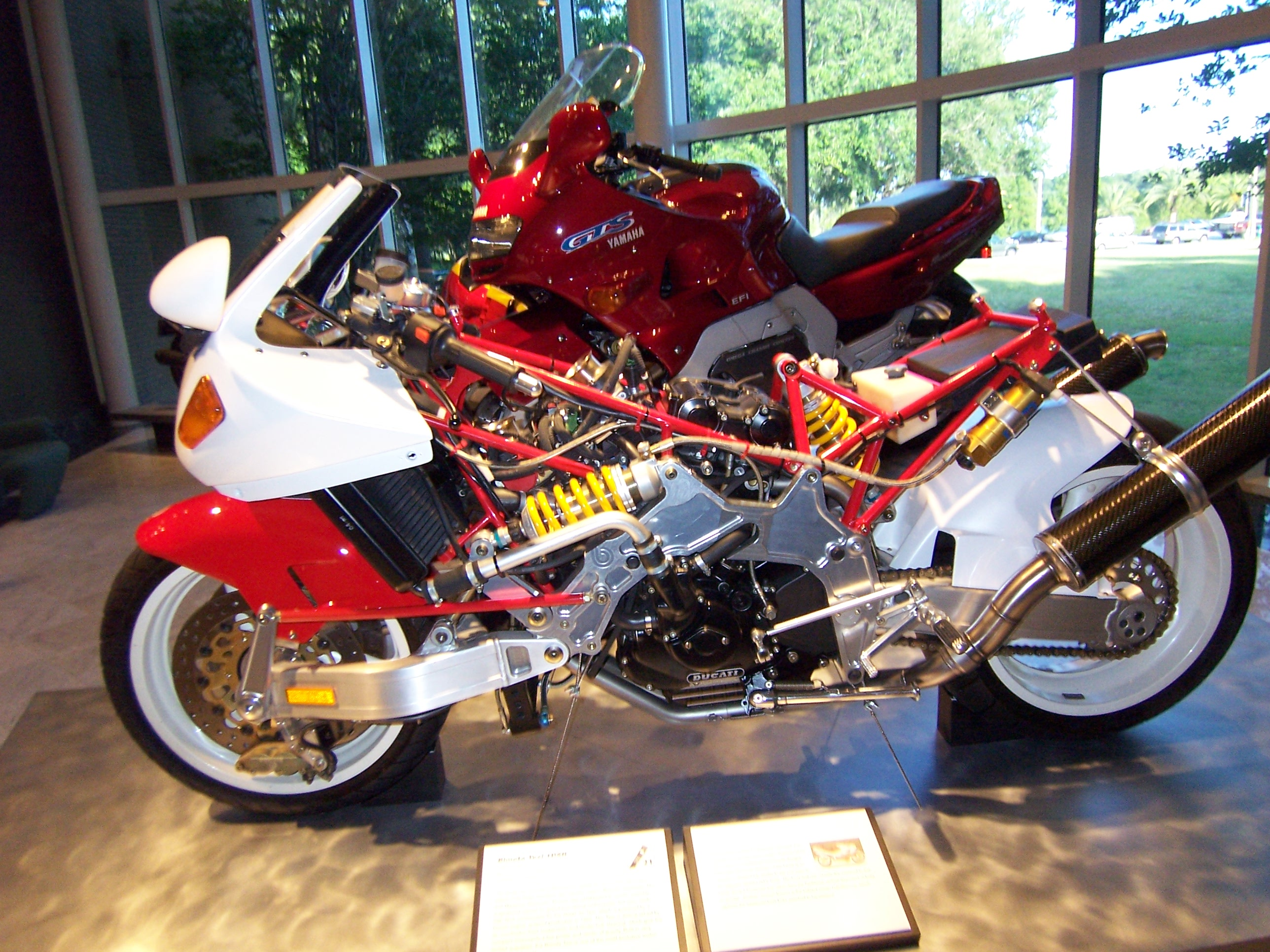
テージ1Dの構造

テージ（Tesi）とは、英語の「論文」（Thesis）を意味するイタリア語である。このシリーズは車種名の命名法が特殊で、テージの後にこのシリーズの何代目の車種かを表す数字とエンジンメーカーを表すアルファベットが記される。フロントスイングアームとハブセンター・ステアリング機構を公道用量産市販車として初めて採用した。複雑なリンクを介して操作するフロントタイヤと、ブレーキング時のノーズダイブが全く無い走行フィーリングは独特である。1985年3月に行われた東京モーターサイクルショーに展示された試作車「テージ」はホンダVF400のエンジンを使用しており、他にも数台つくられた試作車ではホンダ製やヤマハ製のエンジンが使われたが、最終的に市販車ではドゥカティ製エンジンが採用された（2021年の復活以後はカワサキ製エンジン）。市販車に限れば、フレームは当初からアルミニウム合金製である。1Dまでのデザイン・エンジニアリングはPier Luigi Marconi。
- テージ1D（1990年 - 1994年）

Ducati 851のエンジンを搭載したテージ1D 851を発売、1991年まで127台生産される。
851を904ccに拡大したエンジンを搭載するテージ1D 906を1991年-1992年に20台生産。
それにショックアブソーバを変更改良した テージ1D SRを1992年から1993年まで144台生産。
日本向け特別仕様として400SSのエンジンを搭載したテージ1D J 400を1992年から1993年まで50台生産。
1993年にはbimota創立20周年として、外装やインジェクションを変更し、前後のスイングアームをアルミの削りだしで製作された、テージ1D ES（Edizione Speciale）が50台生産された。
1994年には最終版としてESのカラーリングをガンメタリック・グレイとした、テージ 1D EF（Edizione Finale）が25台生産された。リヤフェンダーとマフラーがカーボンになっている。EFのフレームナンバー01/25のみハーフカウルとなっている。
ビモータ製とよく間違えられるのがテージ1Dフォルゴーレ・ビアンカ（Folgore Bianca） 。輸入代理店だったカロッツェリア・ジャパンが企画し、ホワイトハウスが制作した1Dのカウル改造バイク。最初のバージョンはシルバー･パール色で20台程が製作され、後に福田モーター商会により輸入された車両を使い、オーナーの希望により好みのカラーリングのオーダーを受注。906が5台、400Jが5台程製作されたとされるほか、中古車両持ち込みで作成されたビカンカも存在すると見られる。グッドデザイン賞と中小企業庁長官特別賞（1991年）を受賞している。
- テージ2D（2005年 - ）

1000DSのエンジンを搭載。元々ビモータのエンジニアであったアスカニオ・ロドリゴ（Ascanio Rodorigo）が1D生産終了後も独自に改良を続け、ヴァイルス（Vyrus Divisione Motori）社から984 C3 2Vとして発売したものを、OEM車としてテージ2Dの名を冠したものである。
- テージ3D（2006年 - ）

1100DSのエンジンを搭載。テージ2Dを基にして、ビモータ独自に改良と開発を行なったもの。前後スイングアームが鋼管トラス構造となり、前側サスペンションユニットの位置変更もされている。
最初に29台限定発売のテージ3Dコンセプトが発売された。フロントサスペンションはエアサスの引きサスのリンク機構という高価な作りであった。ロッド類はカーボンファイバーパイプ。トップブリッジにはアルミ削り出しのブレーキとクラッチのオイルタンクがある。カウル類は全てカーボンで、クラッチにもbimotaのエンブレム付きのカバーが備わる。
その後に一部パーツのプラスチック化、ロッド類は鉄製、ブレーキ・クラッチオイルタンクに変更が加えられた普及版のテージ3Dノルマーレが発売されている。
さらにシンプルな構造のカンチレバー式フロントサスペンションに変更され、アップハンドルのテージ3Dネイキッドが追加される。
- テージH2（2021年 - ）

カワサキ傘下に入って初のモデル。2019年のEICMAで世界初公開され、2021年より販売を開始した。エンジンはカワサキ・ニンジャH2のスーパーチャージャー搭載型で、メーター類などもニンジャH2と同型。

### BBシリーズ

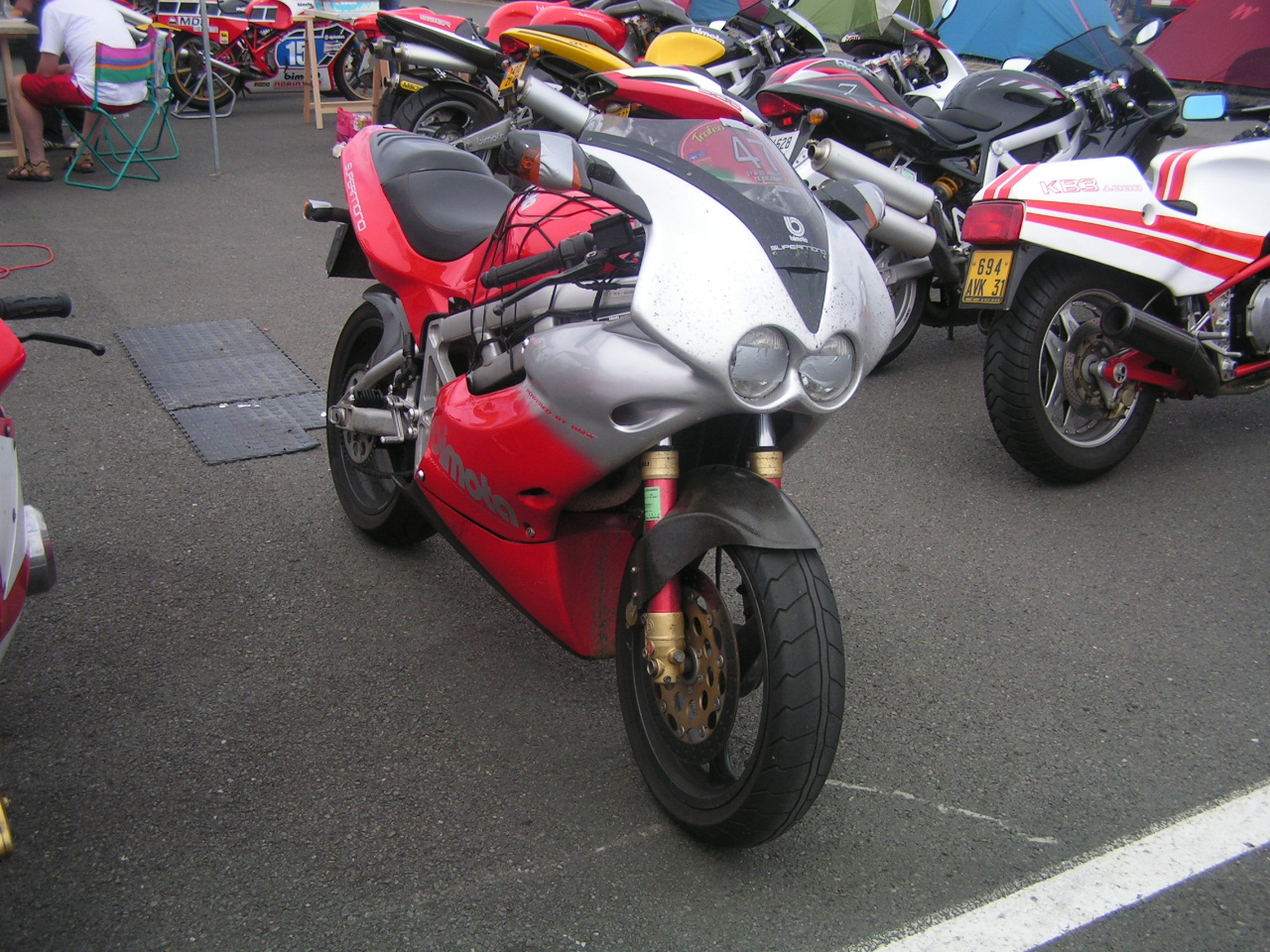
BB1

BMWのエンジンを搭載している。フレームはアルミニウム合金製で、主要部分は楕円断面パイプのトラス風溶接構造。
- BB1スーパーモノ（1995年-1997年）

F650系に採用されているロータックス製単気筒エンジンを搭載。燃料タンクが一般的な位置ではなくエンジン下側のアンダーカウル部分に配置されるのも特徴である。1995年から1996年まで生産された通常版のBB1スーパーモノの他に、1996年から1997年までは2人乗り仕様のBB1スーパーモノビポストも生産された。
- BB2（2012年-）

S1000RR系のエンジンを搭載。
- BB3（2014年-）

S1000RR系のエンジンを搭載。

### Vデュエ
自社製エンジン、フレームはアルミニウム合金製で、主要部分は楕円断面パイプのトラス溶接構造。
- 500Vデュエ（500V-Due、1997年-生産終了時期は未発表）

エンジンは自社開発の2ストローク500ccのV型2気筒を搭載。マルコーニ時代の車種であるが、デザインはセルジオ・ロビアーノが担当している。